# 関口政治郎
関口 政治郎（せきぐち まさじろう、生没年不詳）は明治時代の地本問屋。

## 来歴
名は政次郎とも称す。明治期に京橋区銀座1丁目11番地、後に京橋区南金六町4番地で地本問屋を営業している。明治19年から（1886年）明治20年（1887年）、東京地本彫画営業組合の組合長を務めた。安達吟光、尾形月耕、水野年方、富田秋香らの錦絵を出版しており、明治28年（1895年）の出版が最下限とみられる。
一説に関口政次郎（政吉）は明治25年（1892年）、複製再版事業に失敗し、自殺するという。

## 作品
- 安達吟光 『銀婚式祝典観兵式行幸』 大判3枚続 明治27年
- 水野年方 『海軍将校等征清の戦略を論する図』大判3枚続 明治27年 日清戦争の戦争絵
- 富田秋香 『元山行進日清両軍平壤大激戦之図』 大判3枚続 明治27年
- 尾形月耕 『田庄台之役将校十一名同所に会ず』 大判3枚続 明治28年 日清戦争の戦争絵 ボストン美術館所蔵